# Burchard al III-lea de Suabia

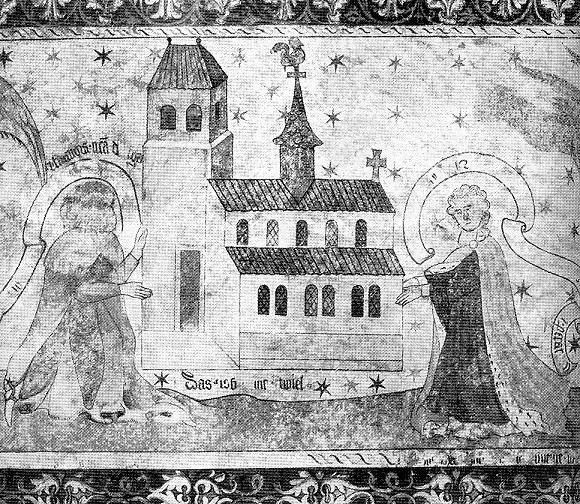
Burchard al III-lea, alături de cea de a doua soţie a sa, Hedwiga

Burchard al III-lea (n. 915 d.Hr. – d. 12 noiembrie 973 d.Hr.) a fost conte de Thurgau și Zürichgau (probabil de Raetia, iar apoi duce de Suabia de la 954 până la moarte.
Burchard era fiul ducelui Burchard al II-lea de Swabia cu Regilinda. Fiind la o vârstă fragedă în momentul asasinării tatălui său din 926, el a fost trimis în Saxonia pentru a i se asigura siguranța după trecerea ducatului sub conducerea ducelui Herman I din dinastia Conradinilor. În Saxonia, el s-a căsătorit cu o membră a familiei Immedingerilor. Din această căsătorie vor rezulta doi fii: Theodoric, conte de Wettin, și Burchard, conte de Liesgau. O a doua căsătorie a avut loc cu Hedwiga, fiică a ducelui Henric I de Bavaria. Burchard a construit marea fortăreață de pe colina Hohentwiel, iar Hedwiga a fost întemeietoarea mănăstirii Sfântului Gheorghe în acel loc, dar din căsătoria lor a fost lipsită de urmași.
După răscoala ducelui Liudolf de Suabia, fiul regelui Otto I "cel Mare", din 954, regele a conferit titlul ducal lui Burchard, în cadrul conciliului general de la Arnstadt. Burchard a fost un apropiat intim al lui Otto și al reginei acestuia, Adelaida de Italia. El se afla adeseori la curtea regală și l-a însoțit pe Otto în campania acestuia împotriva maghiarilor, fiind prezent la bătălia de la Lechfeld din 10 august 955. În 965, el a condus cea de a treia campanie din Italia, împotriva regelui Berengar al II-lea al Italiei. Într-o confruntare de pe valea Padului din 25 iunie, Burchard a fost victorios asupra magnaților locali longobarzi și a readus Italia sub controlul Ottonian, astfel încât chiar și principatele din sudul Italiei (Ducatul de Spoleto și Ducatul de Benevento) s-au supus până în 972. În 973, Burchard s-a stins din viață și a fost înmormântat în capela Sfântului Erasmus din mănăstirea din insula Reichenau din Lacul Konstanz. El a fost succedat ca duce de către Otto I, fiul predecesorului său, Liudolf.
1. 1 2  The Peerage